# Цък цък
Цък цък е популярна игра с топка, основана върху правилата на футбола. Играта е популярна най-вече в предградията и местата с неподходящи условия за друг спорт.

## Правила
Правилата на „Цък цък“ са лесни. Играе се от атакуващ отбор и вратар. Вратар се избира чрез целене на греди (който уцели горната греда последен, става вратар). Всеки от отбора има право да докосне топката с пета веднъж и с друга част на крака — пак веднъж. Ако някой играч (освен вратаря) докосне топката два или повече пъти, то той автоматично заема вратарска позиция. Ако след докосване на топката (от играч от атаката) топката излезе извън полето, той също веднага става вратар. При докосване на топката с ръка важи същото. При три вкарани гола на един и същ вратар се изпълнява „хвърляне“. Вратарят застава на голлинията, брои до три и хвърля топката с ръце по другите играчи. Ако уцели някой играч, той има право да смени позицията си с него. Това се изпълнява на всеки три вкарани гола (3, 6, 9). При вкарване на 10 гола се изпълнява „целене“ – един по един всеки играч трябва да уцели с топката злополучния вратар. Съществуват и варианти с различни от посочените брой голове. Ако по време на игра дойде нов играч, който има желание да играе, той влиза на вратарската позиция с половината голове на този играч, който има най-много.